# اوداراوانا
اوداراوانا (به لاتین: Udurawana) یک منطقهٔ مسکونی در سری‌لانکا است که در استان مرکزی (سری‌لانکا) واقع شده‌است.